# Sangliers (roman)
 (juillet 2024).
La mise en forme du texte ne suit pas les recommandations de Wikipédia : il faut le « wikifier ».
Les points d'amélioration suivants sont les cas les plus fréquents :
- Les titres sont pré-formatés par le logiciel. Ils ne sont ni en capitales, ni en gras.
- Le texte ne doit pas être écrit en capitales (les noms de famille non plus), ni en gras, ni en italique, ni en « petit »…
- Le gras n'est utilisé que pour surligner le titre de l'article dans l'introduction, une seule fois.
- L'italique est rarement utilisé : mots en langue étrangère, titres d'œuvres, noms de bateaux, etc.
- Les citations ne sont pas en italique mais en corps de texte normal. Elles sont entourées par des guillemets français : « et ».
- Les listes à puces sont à éviter, des paragraphes rédigés étant largement préférés. Les tableaux sont à réserver à la présentation de données structurées (résultats, etc.).
- Les appels de note de bas de page (petits chiffres en exposant, introduits par l'outil «  Source ») sont à placer entre la fin de phrase et le point final[comme ça].
- Les liens internes (vers d'autres articles de Wikipédia) sont à choisir avec parcimonie. Créez des liens vers des articles approfondissant le sujet. Les termes génériques sans rapport avec le sujet sont à éviter, ainsi que les répétitions de liens vers un même terme.
- Les liens externes sont à placer uniquement dans une section « Liens externes », à la fin de l'article. Ces liens sont à choisir avec parcimonie suivant les règles définies. Si un lien sert de source à l'article, son insertion dans le texte est à faire par les notes de bas de page.
- La présentation des références doit suivre les conventions bibliographiques. Il est recommandé d'utiliser les modèles {{Ouvrage}}, {{Chapitre}}, {{Article}}, {{Lien web}} et/ou {{Bibliographie}}. Le mode d'édition visuel peut mettre en forme automatiquement les références.
- Insérer une infobox (cadre d'informations à droite) n'est pas obligatoire pour parachever la mise en page.

Pour une aide détaillée, merci de consulter Aide:Wikification.
Si vous pensez que ces points ont été résolus, vous pouvez retirer ce bandeau et améliorer la mise en forme d'un autre article.
Sangliers est un roman d'Aurélien Delsaux paru le 23 août 2017 aux éditions Albin-Michel. Deuxième roman de l'auteur, le livre de 554 pages raconte cinq années de la vie d’un hameau et un village imaginaires, les Feuges, à Lagnin, dans le centre de l’Isère, entre Lyon et Grenoble. Le livre s'attache à décrire le monde contemporain de la campagne française (dans les années 2010), où se côtoient anciens et néo-ruraux, paysans et premiers péri-urbains. Célébrant la beauté des paysages et la création d’oasis de résistance et de vie, il décrit aussi la montée de la violence politique d'extrême-droite, à travers le personnage du jeune Lionel.
Discrètement accueilli à sa sortie, mais salué néanmoins comme un deuxième roman réussi, l'ouvrage remporte en novembre 2017, le prix Révélations de la Société des Gens de lettres. Dans le milieu universitaire, il est de plus en plus salué pour sa singularité comme pour son caractère prophétique.

## Résumé
Présentant une galerie de portraits de mâles solitaires (principe d’où le roman tire son titre: le sanglier étant étymologiquement le singularis): paysan, prof, artiste, député,  tenancier du dernier bistrot…, le livre raconte le parcours du jeune Lionel, 10 ans au début de l’ouvrage, coupable à la fin d’une tuerie raciste dans le lycée public du secteur. Autour de lui apparaît toute une galerie de personnages: son demi-frère métis Mathias, son père Germain dit «le Chef», le vieux sculpteur Gottschalk, sa compagne Ania, le Père Victor, le maraîcher bio Sylvain et sa fille Louise, ou encore Lamia et Samir, nouveaux venus dans le hameau. Ensemble ils dessinent une sociologie nouvelle du monde rural et le grignotement d’une certaine campagne par le péri-urbain.
Très découpé, le roman s'organise en quatre grandes parties: «La Chasse», «L'Election », «L'Ultime période», «Le Grand Combat», elles-mêmes découpées en chapitres numérotés en chiffres romains et sous-chapitres numérotés en chiffres arabes. Tout le roman est par ailleurs parsemé de «dits», récits du temps passé, qui donnent au territoire l’épaisseur des siècles.

### La Chasse
I.1. Dans la chaleur de juillet, Lionel, violenté par son père, fuit et saigne, en courant à travers le hameau des Feuges, au bas du village de Lagnin, entre les vieilles granges en pisé et le nouveau lotissement. Avant de trouver refuge dans la nature, il épie le vieux Gottschalk, vieux sculpteur installé dans l’ancien moulin, puis un homme et sa fille qui se promènent, et qu’on découvre plus loin sous les noms de Sylvain Rieux, veuf, ancien professeur reconverti en maraîcher bio, angoissé par la possible fin de l’espèce humaine, et de Louise.  2. Germain, dit le Chef, père de Lionel, tond sa pelouse. On apprend le racisme que subit, dans sa famille et le village, son beau-fils, Matthias. Sa mère, que Germain appelle la Grosse, est prise d’une crise de folie. 3. On célèbre l’ouverture de la chasse au dernier bistrot du village, Chez Max, où l’on croise le professeur de français de Matthias au lycée Camus, Lesélieux, et toue une galerie de personnages secondaires (Lulu, Moustache, Gillou, Rouge-Gorge…). 4. Germain force Matthias à participer à une partie de chasse, puis à coucher dans la camionnette d’une prostituée.
II.1. Gottschalk est un sculpteur mondialement connu. Un jour débarque chez lui Ania Bielski, étudiante polonaise, pour poursuivre l’étude de son œuvre. Amoureux l’un de l’autre, ils vivent au moulin. À quelques centaines de mètres de là, Arnaud Lesélieux, rêve de gloire littéraire, sans parvenir à écrire grand chose, et décide de rendre une visite à son ami sculpteur. 2. Annie et Jean-Louis Morin, derniers paysans du hameau, ont tué le cochon et invitent à partager le boudin. On découvre leur fils Thomas, que Lionel admire, et le Grand-Pé, doyen du village, «mémoire des Feuges», vieil aveugle qui aime raconter les vieilles histoires du pays, qui fascinent Lionel, mais qui intéressent peu Thomas. Imbibés d’alcool, les hommes partagent des obsessions racistes. 3. Max, le tenancier du bistrot qui porte son nom, peint secrètement des icônes. Il montre à Matthias, envoyé chez lui acheter des cigarettes pour le Chef, son œuvre et lui demande de servir de modèle pour le portrait d’un apôtre. Entendant l’heure sonner au clocher, Matthias part précipitamment.
III. 1. Des hordes de sangliers font des ravages aux alentours de Lagnin et une grande battue est décidée. 2. Au bourg de Saint-Roch, le Père Victor médite sur la fête de l’Immaculée Conception, qu’on célèbre ici comme la fête des lumières, et s’oppose à la fermeture des églises. Mi-décembre, les sangliers déferlent aux abords de Lagnin. Au local des chasseurs, on célèbre les bêtes abattues, tout en se préparant à la lutte fantasmée contre d’autres «envahisseurs». 3. Dans son bain, Lesélieux calme son angoisse d’une rencontre parents-profs où il a fait face au beau-père de Matthias; Germain  refuse que son beau-fils participe à une sortie théâtre. Le Jour de l’an, le Père Victor retrouve son ami Gottschalk chez lui. Lesélieux les rejoint, surpris de leur entente, comme de l’amour entre Ania et le vieux sculpteur. 4. Dans la neige, un nouveau couple vient s’installer au hameau: Samir, militaire, et son épouse Lamia. Matthias, regardant tomber la neige, à bout des violences qu’il subit, envisage de s’enfuir. Début janvier, Samir et Lamia Bencheikh se rendent aux vœux du maire, et, dans la sourde hostilité qui les entoure, rencontrent Gottschalk et Ania. 5. En juillet, au village voisin de Bellieu, on organise le bal du 14-Juillet. Le Député-Maire prend la parole pour dire sa fierté du territoire. Aux Feuges, après la fête, dans la nuit, Matthias s’enfuit, rêvant de trouver un pays imaginaire en Afrique, dont il serait le roi. Les feux d’artifice ont réveillé Sylvain et Louise mais aussi des habitants du lotissement qui constatent soulagés que ce n’est pas la guerre, que personne ne leur tire dessus, que seules des fusées colorées éclatent.

### L’Election
I.1. À l’automne, des pluies diluviennes font couler des flots de boue sur le hameau. Le malheur ressuscite de vieilles solidarités. On s’inquiète même pour la vieille Zette, qui vit isolée, mais elle n’a rien. Dans le jardin de Sylvain tout est à refaire. Il en profite pour en repenser toute l’organisation, en permaculture.
2. Dans l’hiver, à Saint-Roch, on célèbre le carnaval avec le défilé de Mangecroutte. De sa cure, le Père Victor prie en regardant la fête et les résultats du concours de déguisement sur le thème du recyclage. Dans la foule se croisent Ania et Samir, qui lui confie son désir d’être envoyé combattre pour la France en Afghanistan. Dans sa solitude, le Père Victor bénit la foule.
II. 1. Dans la chaleur de la nuit d’été, Lionel sort secrètement marcher jusqu’au moulin. L’été est long pour Lamia, tandis que Samir est en mission, et qu’elle garde des enfants. Une visio avec Samir est interrompue par une explosion. Elle le revoit ensuite, mais son angoisse s’accroit. Au moulin, Ania se souvient d’un amour ancien, de son angoisse de mort, entre dans l’atelier et se frottant à une sculpture de Gottschalk, jouit — épiée, sans le savoir, par Lionel. 2. À Saint-Roch est organisée pour la première fois, grâce à Ania, une exposition consacrée à l’œuvre de Gottschalk. S’y croisent Sylvain et Lesélieux, Samir rentré «d’Afgha» et Ania, tandis qu’à quelques pas d’eux, la Maire de Saint-Roch et le Député-Maire de Bellieu s’inquiètent des prochaines élections, des réactions à la construction d’une mosquée, du succès du Parti aux affiches bleu et noir. Gottschalk, éméché, refuse leurs honneurs. Lesélieux, dans sa voiture, ramène chez eux Sylvain et Louise, et disserte sur l’effondrement en cours de l’Education Nationale. Sylvain conclut: «Tout s’est déjà effondré.» 3. Lionel se masturbe pour la première fois, devant le cercle des copains de Thomas. Il participe avec eux, dans le quartier des Renarts, à Saint-Roch, à des actes de violence au nom de Jeunesse Identitaire, en s’en prenant à un couple. 4. Au lendemain des élections, Sylvain découvre à l’arrêt de car une affiche du Collectif des Moutons Noirs. Lesélieux, lui, s’effraie de ses élèves qui affichent leurs convictions nationalistes, puis assiste en salle des profs à l’altercation entre un collègue syndicaliste («On fabrique des fascistes!») et la proviseure, qui lui enjoint la neutralité. 5. Sylvain emmène sa fille au goûter d’anniversaire de Shanira, subit le discours homophobe du père d’une autre copine de Louise, rentre en sentant monter un bruit de bottes. 6. Lionel va écouter les histoires du Grand-Pé, en se faisant passer pour Thomas, mais Thomas le surprend et le chasse.
III. 1. Thomas est mort dans un accident de mobylette. Lors de son enterrement à l’église de Saint-Roch, le Père Victor, dans son homélie, fait le constat que plus personne ne croit et cherche une autre façon pour parler de Dieu. Lionel est bouleversé par la mort de son ami. Lesélieux se souvient que Thomas fut un de ses élèves. 2. Gottschalck invite Sylvain à une promenade. Lui raconte combien la plaine est imbibée de sang et combien la violence menace encore; mais aussi que nous ne sommes pas les derniers, mais «les premiers du monde toujours neuf». 3. Sylvain rejoint pour la première fois une réunion du Collectif des Moutons Noirs, qui a lieu Chez Max. Il assiste à un délire de propositions, qui se conclut par l’idée du sage Grand-Pierre, vieux communiste, qui invite à proclamer, sans attendre, une République française nouvelle, «universelle, écologiste et sociale». 4. Lionel erre, se souvient au cimetière de Thomas, ne trouve plus dans la nature de refuge apaisant. Sylvain propose à Louise une balade à vélo jusqu’au Rhône. Elle est plus fascinée par le fleuve autoroutier que, sur un pont, ils surplombent, que par l’eau.

### L’Ultime période
I.1. L’été brûle et restera dans les mémoires comme le Gros Été. Un pèlerin de Saint-Jacques de Compostelle traverse Lagnin en proclamant la fin du monde. Lionel retourne voir le Grand-Pé, bouleversé en croyant sentir la présence de son petit-fils mort, lui tendant son vieux couteau en héritage. Jean-Pierre Morin ne supporte plus le délire de son père et l’étouffe avec un coussin. Quand, préparant ses funérailles, on déshabille et lave son corps, s’envolent de lui toutes les histoires qu’il savait. À son enterrement, on comprend qu’avec lui peut-être le hameau s’achève. 2. La Grosse est prise d’un nouveau délire, craignant la haine des arbres, serrant son dernier fils, Eugène, entre ses bras; Germain la bâillonne, elle finit par se calmer. Lionel cache le couteau du Grand-Pé et commence à transformer son corps, qui grandit considérablement, par des exercices de musculation. Il propose ses services dans le voisinage, pour 5 euros par heure. Dans son lit, il fantasme sur le souvenir d’Ania. Dans son footing, il croise Louise et son amie Shanira. Louise, à son miroir, observe la transformation de son corps. Shanira passe l’inviter: croyant sa mère absente, les deux filles pourraient en profiter pour essayer ses tenues et son maquillage. Sa mère les surprend, hurle sur sa fille, qui demande à Louise de dégager. Sylvain se moque du visage barbouillé de sa fille: «Elle détesta le rire de son père». 3. Le jardin de Sylvain déborde de vie et de beauté. Tout en le travaillant, il songe à l’adolescence de sa fille, s’éloignant de lui, et Ania pour qui il se reconnaît du désir.
II. 1. Lesélieux invite Sylvain à prendre l’apéritif chez lui. Quand il arrive, il a déjà bu et lui parle avec amertume de l’écriture d’un «grand livre contre le fascisme». Les Moutons Noirs montent plusieurs actions: création d’un journal, chansons chantées sur les marchés, marche festive pour la République nouvelle. Sylvain y participe; il se voit dans la foulée refuser par la Communauté de communes l’accès d’une place à un nouveau marché. Ils rédigent ensemble la Proclamation de leur République nouvelle, qu’ils distribueront lors d’un prochain événement. 2. Le Tour de France passe dans le village de Bellieu, qui accueille avec joie un célèbre animateur télé. C’est là qu’interviennent les Moutons Noirs. Leur manifestation est violemment repoussée par les spectateurs et les gendarmes. Plus loin, dans les bois, un coureur manque d’être renversé par un sanglier.
III. 1. Au lotissement, la famille Geromini est cambriolée. Chez Max, on accuse les gitans. Lionel, sur les réseaux, rejoint les Jeunesses identitaires. Il se met à épier la maison de Samir et Lamia, entre qui l’ennui et les désaccords se sont installés. 2. Sous la chaleur, Gottschalck est plusieurs fois pris de malaise. Ania, tout en prenant soin de lui, éprouve un désir brûlant pour Samir et Sylvain. Une nuit, folle de désir, elle se rend chez Sylvain, puis chez Lesélieux, puis découvre Samir qui l’attend au moulin.
IV. 1. Lionel rentre du lycée en s’étant fait casser la figure. Germain se moque de lui et ils se battent. Dominant son père, il le prend au mot quand Germain lui annonce qu’un jour, lui et les chasseurs le vengeront. Sous la douche, blessé, Lionel songe qu’il est devenu le guerrier que Thomas lui promettait qu’il deviendrait, repense aux corps nus enlacés de Samir et Ania qu’il a surpris, voudrait la violer. Sa jalousie et sa haine redoublent quand il la voit devenue Auxiliaire de Vie Scolaire pour un jeune trisomique, Mehdi, au lycée. Il décide de passer son permis de chasse et d’acheter un fusil en vendant à un acheteur d’or sa médaille de baptême. 2. Gottschalck meurt. À son enterrement, le Père Victor prononce une courte homélie sur la Vérité. Ania refuse les condoléances des élus en traitant le Député de Cochon. Elle verse les cendres de Gottschalk dans le ruisseau sans nom qui passe au moulin. 3. Les Gitans se sont installés à l’entrée des Feuges, comme tous les quatre ou cinq ans. Après un appel téléphonique automatisé, Germain découvre sur le site de Pôle Emploi qu’il a été radié. Il postule pour être chauffeur de bus sur les longues lignes. Les hommes des Feuges s’organisent pour aller mettre le feu au camp des Gitans et les faire fuir.
V. 1. Ania découvre l’atelier de Gottschack détruit: la quasi totalité des œuvres de ce qu’elle avait nommé pour l’exposition «l’Ultime période» ont été cassées. Enceinte, elle va saluer Sylvain et décide de quitter le moulin. 2. Les relations entre Sylvain et Louise ne cessent de se tendre; elle lui apprend qu’une rumeur court au collège: un prof du lycée, Lesélieux, aurait tenté de se suicider. Lionel développe une obsession sexuelle pour Louise. Sylvain retrouve Lesélieux, l’accompagne à l’hôpital psychiatrique.

### Le Grand Combat
I.1. Au lycée Camus, deux professeurs, Mme Kleb, remplaçante de Lesélieux, et un prof de SES, se disputent en conseil de discipline. Leurs échanges se poursuivent en salle des profs, quant à l’état de l’école et de la société française. 2. La vieille Zette traverse le hameau des Feuges avec toute une charrette d’objets cassés et de détritus qu’elle propose à tous. Un homme s’en affole, car un cousin à Paris a été défiguré en voulant sauver une folle comme elle de son appartement en flammes (référence claire à la fin du premier roman de l'auteur, Madame Diogène). Sylvain sent que Louise continue contre lui sa guerre. Près d’un après le début de son hospitalisation, il rend visite à Lesélieux, qui s’est lancé dans l’écriture d’un roman gore et cherche désespérément du «sens». Il ne le revoit aux Feuges que des mois plus tard, converti au catholicisme.
II. 1. On enterre Lionel Germain. La Grosse, le Chef et Eugène se sont rendus aux Pompes funèbres de l’agglomération grenobloise pour l’incinérer. À la suite de quoi, Germain accepte l’internement de sa femme. Le Chef se pend. Eugène, à qui le livre est soudain dédié, trouve refuge chez des voisins. 2. La tuerie dont s’est rendu coupable Lionel est alors décrite: dans ses conséquences et ses commentaires d’abord, puis dans son déroulement. Il tue douze personnes, dont le point commun est de ne pas être blanches, avant, face à Louise, de se tuer lui-même. Samir Bencheikh rentre de l’opération Barkhane horriblement mutilé. Le Père Victor meurt seul dans sa cure, en célébrant une dernière messe. 3. À la radio, Sylvain apprend qu’Arnaud Lesélieux a reçu un prix pour son premier roman, les Orgiaques. Il lui propose d’aller marcher ensemble. Passant près du lotissement, ils découvrent qu’on rase la maison des Germain, à laquelle on avait mis le feu. Un ouvrier trouve le couteau du Grand-Pé enterré par Lionel. Louise ramasse une poignée de terre noire: «De la bonne terre», dit-elle, avant d’en laisser couler comme un sablier tous les grains.

### Les «dits»
Les «dits» ne forment pas une partie à proprement parler: au nombre de 36 (37 si on compte que celui de la tombe du Puits est composé de deux récits distincts), ils sont disséminés dans le récit qu’ils viennent interrompre et auxquels, bien que placés sous un autre statut narratif et situés sur un autre plan chronologique, ils font écho — sans que la figure du Grand-Pé soit systématiquement réintroduite, sinon par le style, le ton, sa voix. Ce sont les récits, les « racontées» du Grand-Pé, que Lionel venait écouter. Ils commencent tous de la même façon: le titre du «dit», suivi de «il dit» («il» faisant référence au Grand-Pé).
«L'étang de la Feuillée, il dit.» 
Le roman lui-même prévoit leur propre dissémination dans la description faite des soins apportés au cadavre du Grand-Pé. Les "dits" font référence aussi bien à des moments d’histoire (la Ligue de la Paix, Mandrin, le passage de La Fayette à la Côte Saint-André ou les prisonniers allemands fusillés à la Tour du Pin…), à des traditions ou à l’histoire religieuse (la bienheureuse Béatrix d’Ornacieux, saint Jean de Bonnevaux, la tradition des lumières le 8 décembre…) qu’à des légendes (le suicide de Pilate, la Dame blanche…), expliquant parfois le contexte d’un chapitre, ou faisant écho à un événement propre au roman — donnant ainsi une profondeur temporelle au paysage, inscrivant l’histoire racontée dans une histoire bien plus vaste, faisant du paysage un personnage à part entière.
En voici la liste exhaustive et leur répartition dans le roman: l’étang de la Feuillée, p.22-23; la Croix-Pitié, p.44-45; le saint-Jean, p.66-67; les arbres qui saignent, p.80-81; la tombe du Puits (1), p.93; la tombe du Puits (2), p.115; la Bienheureuse, p.124-125; Notre-Dame des lumières, p.134; la Maison folle, p.151-152; l’Ogre, p.174-175; les Corbeaux, p.188; le Héros, p.202-204; Mangecroutte, p.209; la Source, p.224-225; le Vin fou, p.244; la chapelle de Furetières, p.261-262; les Contrebandiers, p.275-276; le Pati, p.283-284; la Font aux Loups, p.309-310; les Rebouteux, p.322-323; le Suicidé, p.331-335; les Prisonniers, p.345-346; la Sara, p.363-364; le Char, p.375-376; les Révoltes, p.389-390; les bois Chambaran, p.402; le Foudroyé, p.414; l’Ogresse, p.428-429; les Sangliers, p.444-445; les Métèques, p.451-452; la vieille Zette, p.459-460; Salomon, p.475-477; Malatra, p.484-485; les Cochons, p.490-491; le Voleur, p.503-504; le cimetière aux Bombes, p.516; Deux chevaux, p.529-530.

## Lieu littéraire
Ni le hameau des Feuges, ni les villages de Lagnin, Bellieu, Saint-Roch n’existent réellement. En revanche, le roman mentionne Bourgoin, La Tour du Pin, Grenoble, Lyon, ce qui permet de situer dans la géographie réelle le roman dans centre de l’Isère. De plus, la description physique d’une grande et d’une petite plaine (la Brienne et le Gèze, dans le roman) formées par les glaciers d’un bras de l’Isère et d’un bras du Rhône, évoquent la plaine de la Bièvre et du Liers, ainsi qu’une partie des Terres froides, même si toute la description littéraire n’y correspond pas. Par ailleurs, certains «dits» du Grand-Pé évoquent des événements historiques qui s’y sont réellement déroulés. On peut voir dans la fidélité à un paysage existant la marque d’une littérature réaliste, et dans la recréation des lieux et sa toponymie poétique, la volonté de ne pas s’inscrire dans le genre du «roman de terroir». 
«Je voulais célébrer la beauté d’un lieu, faire du paysage un personnage à part entière. (...) Pour autant, je n’ai eu aucune envie d’être un barde isérois, je n’ai pas écrit «un roman de terroir»; l’histoire de Sangliers c’est sans doute celle de bien des coins de campagne en Europe et ailleurs aujourd’hui.»
On retrouve ce même paysage dans le roman suivant de Delsaux, Pour Luky, notamment le quartier des Renarts, à Saint-Roch, et le personnage d'Arnaud Lesélieux; on en retrouve aussi des traces dans son quatrième roman, Requiem pour la classe moyenne, où l'on croise à nouveau Lesélieux. On peut se demander si son œuvre encore en construction ne se bâtit pas autour de ce paysage inventé et de la figure d'Arnaud Lesélieux.

## Critiques
Pour Caïn Marchenoir, journaliste au quotidien Le Progrès, Sangliers est l’un des romans «les plus passionnants, les plus marquants de la rentrée littéraire». Le critique salue des personnages «singulièrement vivants» et l’«horrible beauté» du personnage de Germain.

Lors de la remise du prix Révélation de la SGDL puis sur son blog, Jean-Claude Bologne évoque un roman «hors normes» et parle de sa langue en ses termes
«Ce qui transcende la brutalité sauvage de ce roman, c’est la langue, ample, inspirée (...). Une langue qui réconcilie, dans un même souffle, tous les niveaux de langages et tous les mots de la création.»

## Étude et analyse universitaire
Le livre s'ouvre par une dédicace de l'auteur, qui semble placer d'emblée l'ouvrage dans une perspective politique et tragique: 
À nos morts et à mes camarades.
Cette dédicace est suivie par une citation originale de la Divine Comédie de Dante et sa traduction, qui réoriente la lecture dans une perspective plus largement philosophique et poétique:
Fatti non foste a viver come bruti –
Vous n'avez pas été faits pour vivre comme des bêtes –

Dante, Enfer, XXVI, 119.
Le caractère politique du roman intéresse plusieurs médias dans l'année qui suit sa sortie. Ainsi, le journaliste Kevin Boucaud-Victoire, pour le journal en ligne Le Média, interviewe l'auteur pour qu'il évoque cette «fresque sociale» où se côtoient «malaise social et racisme». Le Postillon s’intéresse au roman pour ce qu’il dit des «territoires abandonnés», un an avant le Goncourt de Nicolas Mathieu avec Leurs enfants après eux, et la révolte des Gilets Jaunes. Mais c’est l’étude universitaire de Jean-Yves Laurichesse, Lignes de terre: écrire le monde rural aujourd’hui, consacrée au «roman rural» français contemporain, qui souligne le plus la singularité et la richesse de l'ouvrage, notamment dans la description de la «sociologie disparate de la "France périphérique"»:
«Autrement puissant est le roman d'Aurélien Delsaux, Sangliers, bien qu'il prenne aussi pour objet ces campagnes dans lesquelles l'agriculture est devenue résiduelle et qu'habitent des populations diverses (...) C'est la tâche de les décrire dans toute leur complexité que s'est assignée l'auteur dans ce roman foisonnant (...).»
Laurichesse souligne aussi la capacité de ce roman à lier la description d'un nouveau monde social et langue littéraire:
«[L]e roman est traversé par tous les problèmes de la société contemporaine (...): chômage, jeunesse en déshérence, racisme, poussée de l’extrême-droite, contre quoi quelques idéalistes tentent maladroitement de lutter. Pourtant, Delsaux évite les pièges du document social ou de la démonstration politique, par la diversité des desseins qu’il entrelace, par son écriture polyphonique, mêlant le poétique et le trivial, par les ouvertures qu’il ménage sur les profondeurs de la mémoire collective.»
Sur le paysage et sa fonction «sociologique» et poétique mis en place dans le roman:
«Aurélien Delsaux (...) organise une géographie qui a aussi une valeur sociologique. Une longue colline sépare deux plaines. (...) La plus grande (...) est pour le garçon [Lionel] objet de contemplation, ce qui motive une longue description panoramique obéissant aux canons picturaux du paysage. (...) Ce lyrisme descriptif n’est d’ailleurs pas gratuit. Au-dessus des misères et des drames humains, la beauté de la nature est explicitement bienfaisante, elle rend meilleur qui sait la regarder (...).»

Enfin, sur le projet littéraire et les principes philosophiques et qui se dégagent de l'ensemble du roman:

«Ce roman profus (...) réussit à inscrire dans un coin de monde rural tous les maux dont souffrent nos sociétés, sans être pour autant un roman à thèse. Il actualise ainsi le genre du roman rural sans rien oublier de la grande tradition littéraire comme de la mémoire collective, et (...) suggère aussi qu'il ne faut désespérer ni de l'homme ni de la nature.»